# Iglesia de San Nicolás (Luga)
La Iglesia de San Nicólas (en ruso: Храм Святого Николая) es una iglesia católica de estilo gótico, monumento protegido de la ciudad de Luga cerca de San Petersburgo, en la provincia de Leningrado al norte de Rusia. Esta iglesia de rito latino fue devuelta a sus dueños en 1996. Depende del  Decanato del noroeste perteneciente a la Arquidiócesis de Moscú.
Hubo al final del siglo XIX casi quinientos católicos que vivían en la ciudad de Luga, en su mayoría trabajadores de la línea de ferrocarril. Una parroquia se registra y se pide permiso en 1895 para construir una capilla de madera. La autorización sólo se concede en 1902 momento para el cual había aumentado el número de fieles, por lo se decidió construir una pequeña iglesia de ladrillo de estilo gótico cuyos planes son confiados al arquitecto Dietrich. Es dedicada el 29 de junio de 1904 a San Nicolás. Unos meses más tarde el P. Antoni Malecki abrió una escuela parroquial para los niños de familias pobres.
En la época de la represión estalinista, la iglesia fue cerrada en 1937; el cura, el organista y diecinueve feligreses activos fueron ejecutados. El edificio se convirtió en un gimnasio. Tras la caída de la URSS fue consagrada de nuevo en 1996.

## Véase también

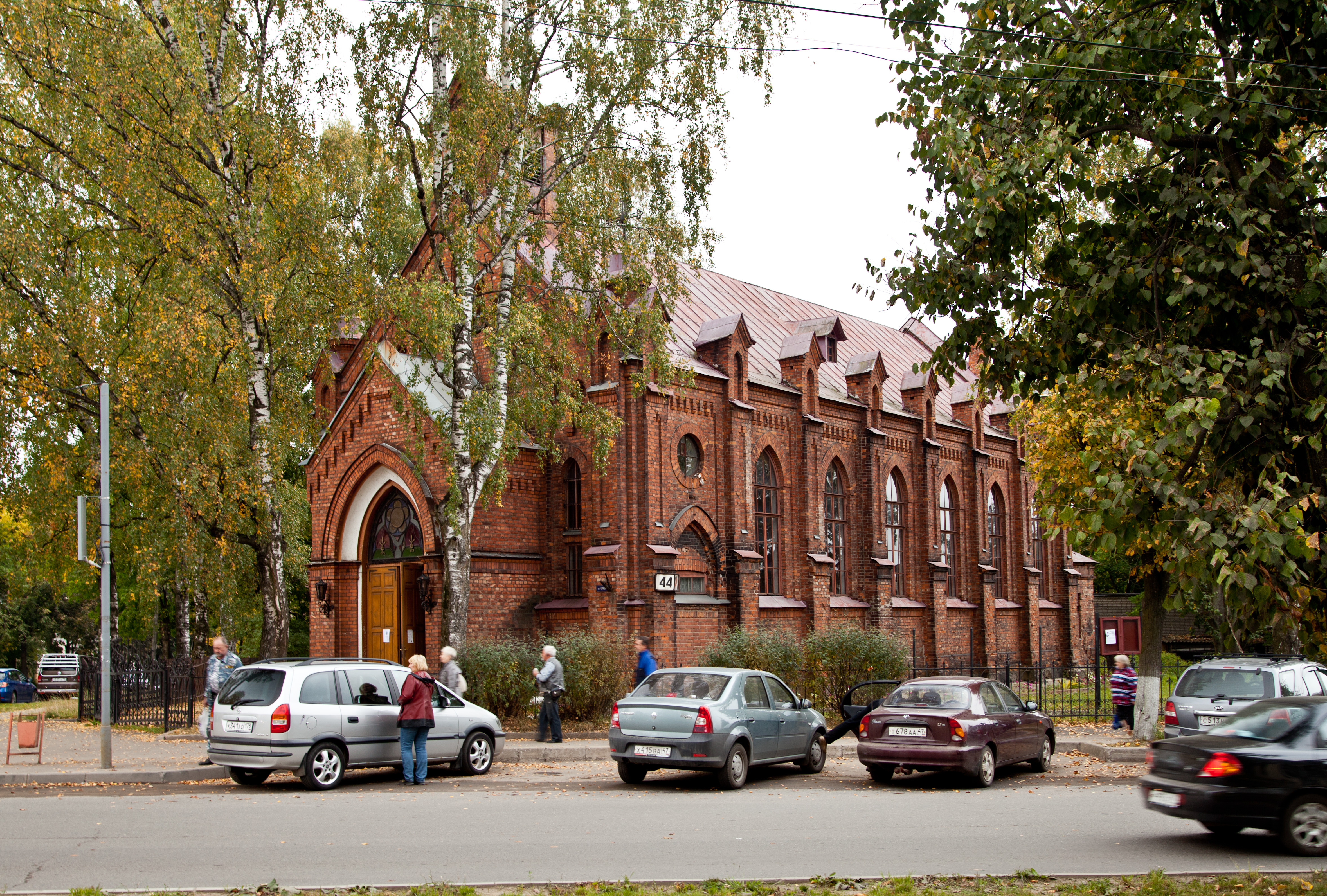
Otra vista del templo